# Puiseux-Pontoise
Puiseux-Pontoise é uma comuna francesa na região administrativa da Ilha de França, no departamento do Vale do Oise. Estende-se por uma área de 5.64 km². Em 2010 a comuna tinha 604 habitantes (densidade: 107,1 hab./km²).